# Dibenzylsulfoxid
Dibenzylsulfoxid ist eine chemische Verbindung aus der Gruppe der Sulfoxide.

## Eigenschaften
Dibenzylsulfoxid ist ein brennbarer, schwer entzündbarer, hygroskopischer, gelblicher Feststoff, der sehr schwer löslich in Wasser ist.

## Verwendung
Dibenzylsulfoxid wird als Bestandteil von Sparbeizen unlegierter und niedrig legierter Stähle verwendet.